# Oyeniyi Abejoye
Oyeniyi Abejoye (Nigeria, 16 de enero de 1994) es un atleta nigeriano, especialista en la prueba de 110 m vallas, en la que logró ser subcampeón africano en 2018

## Carrera deportiva
En el Campeonato Africano de Atletismo de 2018 celebrado en Asaba (Nigeria) ganó la medalla de plata en los 110 m vallas, con un tiempo de 13.87 segundos, tras el sudafricano Antonio Alkana (oro con 13.51 segundos) y por delante del liberiano Welington Zaza (bronce con 13.88 segundos).